# Hermann Fölsch

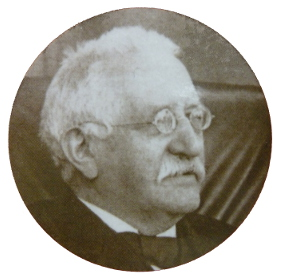
Hermann C. J. Fölsch

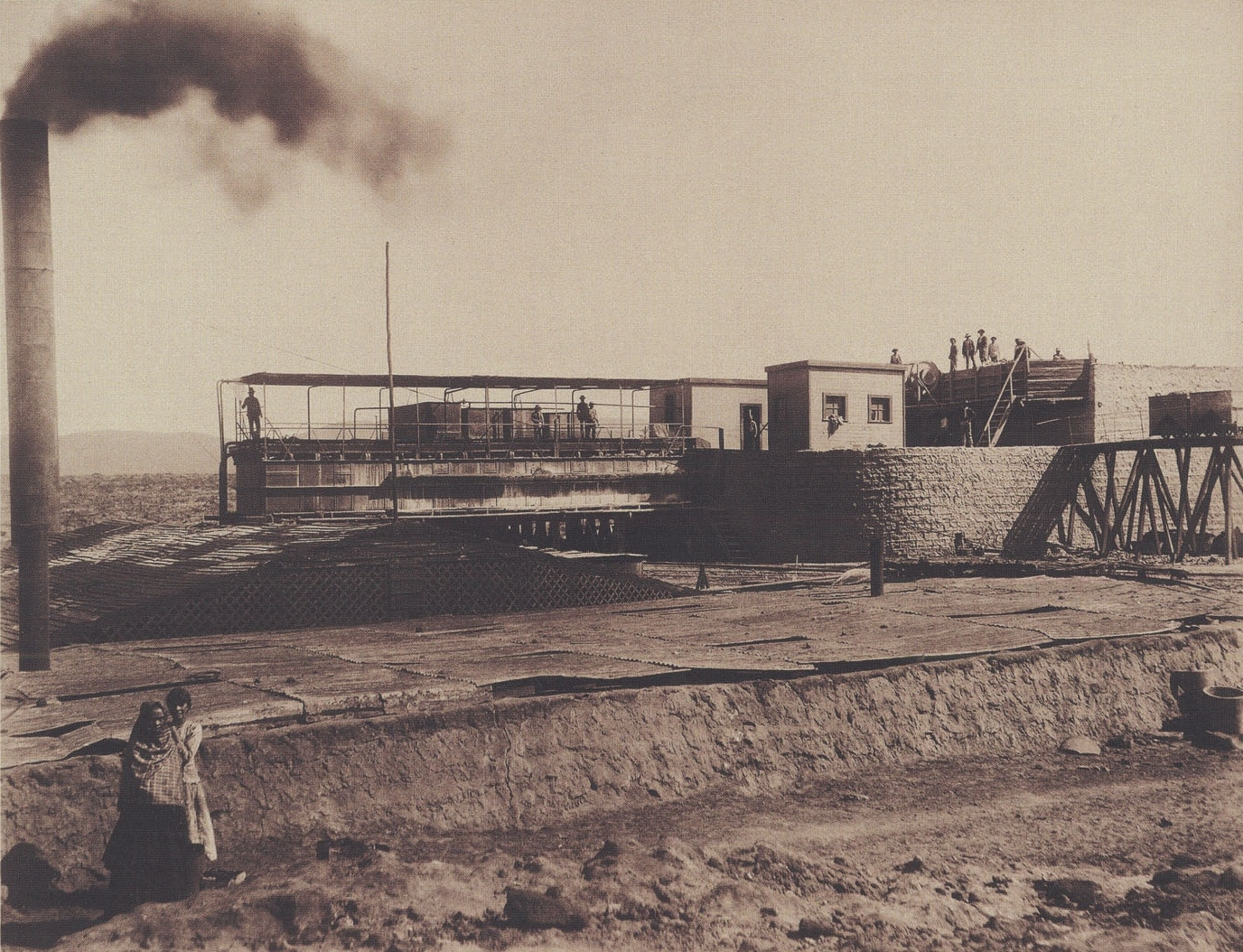
Oficina salitrera Paposo der Firma Fölsch & Martín in La Noria, Chile. Fotografie von 1889.
Dieses erste von insgesamt acht Salpeterwerken wurde 1872 angelegt, 1916 verkauft und 1931 stillgelegt. Die Ruinen des Werks in dem Fölsch einst das Weiße Gold gewann und damit sein Vermögen aufbaute stehen heute unbeachtet in der Wüste.

Hermann Conrad Johannes Fölsch (* 19. November 1845 in Hamburg; † 1. Dezember 1920 in Moholz bei Niesky) war ein deutscher Kaufmann, Unternehmer und Reeder.

## Leben
Hermann C. J. Fölsch reiste 1866 nach Südamerika und gründete gemeinsam mit dem Deutsch-Chilenen Frederico Martin 1872 in Iquique in der Atacamawüste im Norden Chiles ein Unternehmen zur Gewinnung von Salpeter. Fölschs Jugendfreund und späterer Schwager Henry B. Sloman reiste ihm nach und arbeitete zwanzig Jahre als sein Geschäftsführer, bevor er sich selbstständig machte und in Chile sein eigenes Salpeterimperium aufbaute. Die Geschäfte entwickelten sich ungewöhnlich erfolgreich. Chilesalpeter war der wichtigste Rohstoff zur Herstellung von Anilinfarben, Sprengstoffen und Düngemitteln, und so wurde Deutschlands entstehende Agrarindustrie zum bedeutendsten Abnehmer von Chilesalpeter in Europa. Dadurch prosperierte vor allem der Hamburger Hafen: Innerhalb von 40 Jahren steigerte sich die Einfuhr von Salpeter auf das knapp 40fache auf 509.800 Tonnen im Jahr 1905, woran die Firmen von Hermann C. J. Fölsch und Henry Sloman einen sehr großen Anteil hatten.
Um den Handel mit Chilesalpeter in der eigenen Hand zu behalten, gründete Fölsch 1881 eine eigene Reederei. Den ersten Höhepunkt erlebte die Reederei 1883 mit fünf Segelschiffen mit 5055 Bruttoregistertonnen (BRT) und in der zweiten Periode 1914 mit vier Frachtsegler mit 8732 BRT. Der Vertrag von Versailles 1919 bereitete seiner Reederei ihr Ende. Die Flotte umfasste 12 Segelschiffe. Aufgrund der gefährlichen Route um das Kap Hoorn war es ein Geschäft mit hohem Risiko, versprach aber enorme Einnahmen: Die stählerne Viermastbark Passat der Hamburger Reederei F. Laeisz konnte über 4000 Tonnen Chilesalpeter transportieren, das entsprach einem Frachtwert von über einer Million Mark (heute ca. zehn Millionen Euro). Hermann Fölsch investierte seine Gewinne vor allem in Immobilien. Nach und nach kaufte er mehrere Grundstücke und Häuser am Hamburger Rathausmarkt. Daraus ist nach dem Zweiten Weltkrieg direkt gegenüber vom Hamburger Rathaus der „Fölsch-Block“ entstanden, der sich bis heute im Familienbesitz befindet.
Hermann Fölsch schloss sich der Herrnhuter Brüdergemeine an. Als Freund von Johannes Wichern engagierte er sich für gefährdete Jugendliche, spendete große Summen und stiftete 1906 in Hamburg Häuser in der Fehlandtstraße und in der Esplanade zur Einrichtung eines Christlichen Kellnerheims. Daraus entstand später das Hotel Baseler Hof.